# Leigh Miller
Leigh Miller, född 19 augusti 1963, är en friidrottare från Australien. Han deltog vid olympiska sommarspelen 1988.